# سواین رینمو
سواین رینمو (انگلیسی: Svein Rennemo؛ زادهٔ ۲۴ ژوئیه ۱۹۴۷) کارآفرین، اقتصاددان و مدیر ارشد اجرایی نروژی است، که در حال حاضر به‌عنوان رئیس هیئت مدیره شرکت استات اویل فعالیت می‌کند. استات اویل هم‌اکنون بزرگترین شرکت در کشور نروژ و جزء ۱۰۰ شرکت برتر جهان می‌باشد.